# Cratoptera apicata
Cratoptera apicata là một loài bướm đêm trong họ Geometridae.